# 拉瓦若
拉瓦若（Laworo）是印度尼西亚东南苏拉威西省的一个城镇，是西穆纳县的县治所在，位于苏拉威西岛东南的穆纳岛西北。2010年统计，拉瓦若所在的Sawerigadi区（Kecamatan Sawerigadi）共有6,284人。苏吉马努鲁机场位于拉瓦若东部。

## 资料来源
1. ↑  Biro Pusat Statistik, Jakarta, 2011.